# Úrbel
El río Úrbel se encuentra en la provincia de Burgos, España. Nace en el paraje conocido como "Las Fuentes", en Fuente Úrbel municipio de Basconcillos del Tozo comarca de Páramos/Las Loras. Pertenece a la subzona de la cuenca del Arlanza, en la cuenca del Duero. Es uno de los más largos de la provincia, que tras recorrer 55 km se une al Arlanzón en Frandovínez. Estrecho y cerrado, de poco caudal, forma numerosos meandros, y en los períodos de deshielo invade las praderas. Ya desde su nacimiento son características sus aguas poco claras y sus lechos oscuros.
Tiene una función de límite, si se tiene en cuenta que desde aquí las aguas van a la vertiente atlántica a través del río Arlanzón, y luego el Duero. Mientras que al norte, caso del agua de El Tozo van a la vertiente mediterránea a través del Valle del Rudrón.

## Hidrónimo
- Origen de lengua vasca: Urbeltz[1] = "Agua Negra" (ur: "agua", beltz: "negra").

- Así describía Juan Antonio Llorente lo siguiente del río Úrbel:

 (53) Rio Urbel. Esto es, los pueblos del rio Urbel: nace en los montes del lugar de Fuenteurbel, provincia de Burgos, partido de Villadiego, Quadrilla del Tozo, y muere en el rio Arlanzon entre los pueblos de Frandobiñez y Tardajos. En su márgen oriental sigue de norte á sur la corriente de sus aguas por Quintana del Pino, Montorio, San Martin de Ubicrna, Huérmedes, Santibañez de Zarzaaguda, Miñon, Marmellar de Arriba, Tajadura de Castroxeriz, y Tardajos. En la occidental, Urbel del Castillo, Lanuez de Urbel, San Pantaleon, Monasteruelo, Quintanilla de Pedro Abarca, Ros, Lanuez de Abaxo, Zumel, Lodoso, Pedrosa de rio Urbel, las Quintanillas, Rabé de las Calzadas, y Frandobiñez. 
 Juan Antonio Llorente - 1807

## Régimen hídrico
Hidrológicamente el río Úrbel constituye un afluente por la margen derecha del río Arlanzón. En Quintana del Pino, el caudal de la máxima crecida ordinaria se ha estimado en 21 metros cúbicos por segundo, y en su desembocadura su caudal medio asciende a 1,1 m³ por segundo, aportando una media anual de 34,5 hm³ al año al río Arlanzón.
Su régimen es de carácter pluvionival, con aguas altas entre diciembre y mayo y fuerte estiaje en verano, correspondiendo en el punto citado el caudal medio máximo al mes de febrero, con 2,01 m³/s, y el más bajo al  mes de septiembre, con 0,34. La importancia de los aportes cársticos provoca que el caudal tenga unos niveles medios al comienzo del verano, que descienden significativamente en agosto y no se recuperan hasta noviembre.
El régimen pluviométrico presenta singularidades con respecto al característico del conjunto de la cuenca sedimentaria del Duero. Por constituir el contacto con las montañas de la vertiente meridional de la Cordillera Cantábrica, las precipitaciones son de mayor cuantía, aunque mantienen una acusada irregularidad anual e interanual. La precipitación anual se sitúa en el observatorio de Montorio en 799 mm, que se reparten en un promedio de 80 días de lluvia al año, la mayor parte de ellos correspondientes al invierno.

### Aportación media anual del río Úrbel en Frandovínez (1940-2006)
- Media:        34,54[3]
- Máxima:      101,12
- Mínima:        7,36
- Caudal:        1,10
- Aportaciones en hm³ y caudales en m³/s

### Calidad del agua
- pH udpH:       8,3[4]

- Alcalinidad mg/L CO3Ca: 213,30

## Características geológicas del valle del río

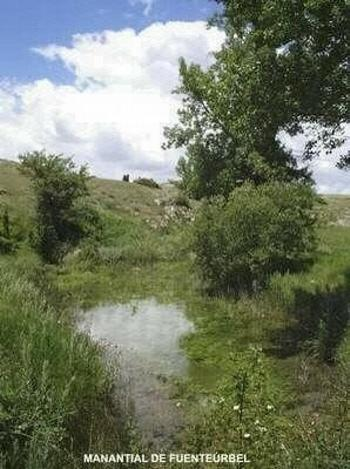
Manantial Río Úrbel

- El Aptiense-Albiense (Cretácico inferior) es el suelo del valle por donde discurre el río Úrbel y ambos lados lo contornean estratos del Cenomaniense.

En ellas destaca un suelo cuarcítico de gravas, arenas y pudingas, material de origen continental, arrancado a los relieves montañosos que por entonces circundaban a esta comarca y arrastrado por avenidas o ríos a la parte baja continental o deltaica próxima. Posiblemente también fueron las aguas quienes aportaron al llano las coníferas (árboles fósiles) arrancadas a las laderas.
- Falla Úrbel-Montorio:

Corresponde a un desgarre dextral ONO-ESE que sirve de límite tectónico entre la Plataforma Estructural de Los Páramos de la Lora y la Franja plegada de Montorio.

### Patrimonio natural geológico
Puntos de Interés Geológico (P.I.G.): Tipos de Interés.
- Sección jurásica y meandros del río Úrbel: Estratigráfico

- Garganta del río Úrbel: Geomorfológico

## Protección ambiental:Red Natura 2000
En el nacimiento del río Úrbel, confluyen el Lugar de Importancia Comunitaria (LIC) y Zona de Especial Protección para las Aves (ZEPA) “Humada-Peña Amaya” y el LIC “Riberas del río Arlanzón y afluentes.
LIC “RIBERAS DEL RÍO ARLANZÓN Y AFLUENTES” (ES4120072)
Este Lugar incluye varios tramos fluviales de la subcuenca del río Arlanzón (tramos medios y bajos): 2 tramos del río Arlanzón, y tramos de los ríos Úrbel y Hormazuela, y arroyos Susinos y Hormaza. La superficie englobada la define el cauce más una anchura de 25 m a cada margen a lo largo de los tramos.
VEGETACIÓN DE RIBERA Y DE HUMEDAL: El río Úrbel presenta en sus orillas amplios espacios ocupados por vegetación de ribera, con extensos sectores de formaciones arbóreas y arbustivas, así como de herbazales húmedos.
Las formaciones riparias se encuentran bien representadas por los hábitat de interés comunitario: “Bosques galería de Salix alba y Populus alba” (92A0), “Bosques aluviales de Alnus glutinosa y Fraxinus excelsior (Alno-Padion, Alnion incanae, Salicion albae)” (91E0*) y “Fresnedas termófilas de Fraxinus angustifolia” (91B0). Además, destaca la presencia del hábitat “Ríos, de pisos de planicie a montano con vegetación de Ranunculion fluitantis y de Callitricho-Batrachion” (3260).
Invertebrados
- El río Úrbel es una de las localizaciones más importantes de la península para el invertebrado caballito del diablo (Coenagrion mercuriale).

- También es buena la presencia de ondas rojas (Euphydryas aurinia)

Peces
- presencia de bermejuela (Rutilus arcasii)

- Boga de río (Chondrostoma polylepis)

## Acuíferos
- U.H. 02.02 Quintanilla Sobresierra-Peñahorada-Atapuerca[6]

La unidad se ubica en la zona norte de la cuenca del Duero, en la divisoria hidrológica con la del Ebro en la provincia de Burgos. Posee una extensión de 1252 km², con una superficie en esta provincia de unos 992 km², de los cuales 123 km² corresponden a materiales permeables que constituyen los acuíferos de la unidad. El drenaje se realiza a través de los ríos Úrbel y Ubierna, con sus afluentes y de los manantiales y fuentes del borde de la unidad.
- Principales puntos acuíferos:

- Quintanilla Sobresierra -> Manantial -> “La Poza” -> Q (l/s) 60
- Fuente Urbel -> Manantial -> “Las Fuentes” -> Q (l/s) 50
- Ubierna -> Manantial -> “Los Manantiales” -> Q (l/s) 50
- Villaverde Peñahorada -> Manantial -> “Los Manantiales” -> Q (l/s) 100
- Arlanzón -> Manantial -> “Fte. Arlanzón” -> Q (l/s) 250

## Recorrido

El río Úrbel a su paso por Valle de Santibáñez. Se distinguen varios de los pueblos que componen el municipio y alguno vecino. De izquierda a derecha: Lodoso, Zumel, La Nuez de Abajo, Ros y Miñón de Santibáñez.

En Juntarríos recibe al río Talamillo, pasa por los términos de Santa Cruz del Tozo, La Piedra, Úrbel del Castillo, Quintana del Pino, La Nuez de Arriba, Montorio, Huérmeces, donde recibe el Arroyo Quintanilla y existe un coto de pesca de la trucha, Santibáñez-Zarzaguda, Miñón de Santibáñez, La Nuez de Abajo, Zumel, Lodoso, donde recibe el arroyo de Las Rebolledas, Pedrosa de Río Urbel, Santa María Tajadura, Las Quintanillas, donde pasan la carretera N-120 y la Autovía A-231 y recibe el arroyo del Páramo, Villarmentero, Tardajos, Rabé de las Calzadas donde coincide con el Camino de Santiago, y Frandovínez donde desemboca en el río Arlanzón.
- Puente, Camino de Santiago: Wikimapia/Coordenadas: 42°20'53"N 3°49'37"W
- Desembocadura: Wikimapia/Coordenadas: 42°18'33"N 3°50'2"W

## Pesca fluvial

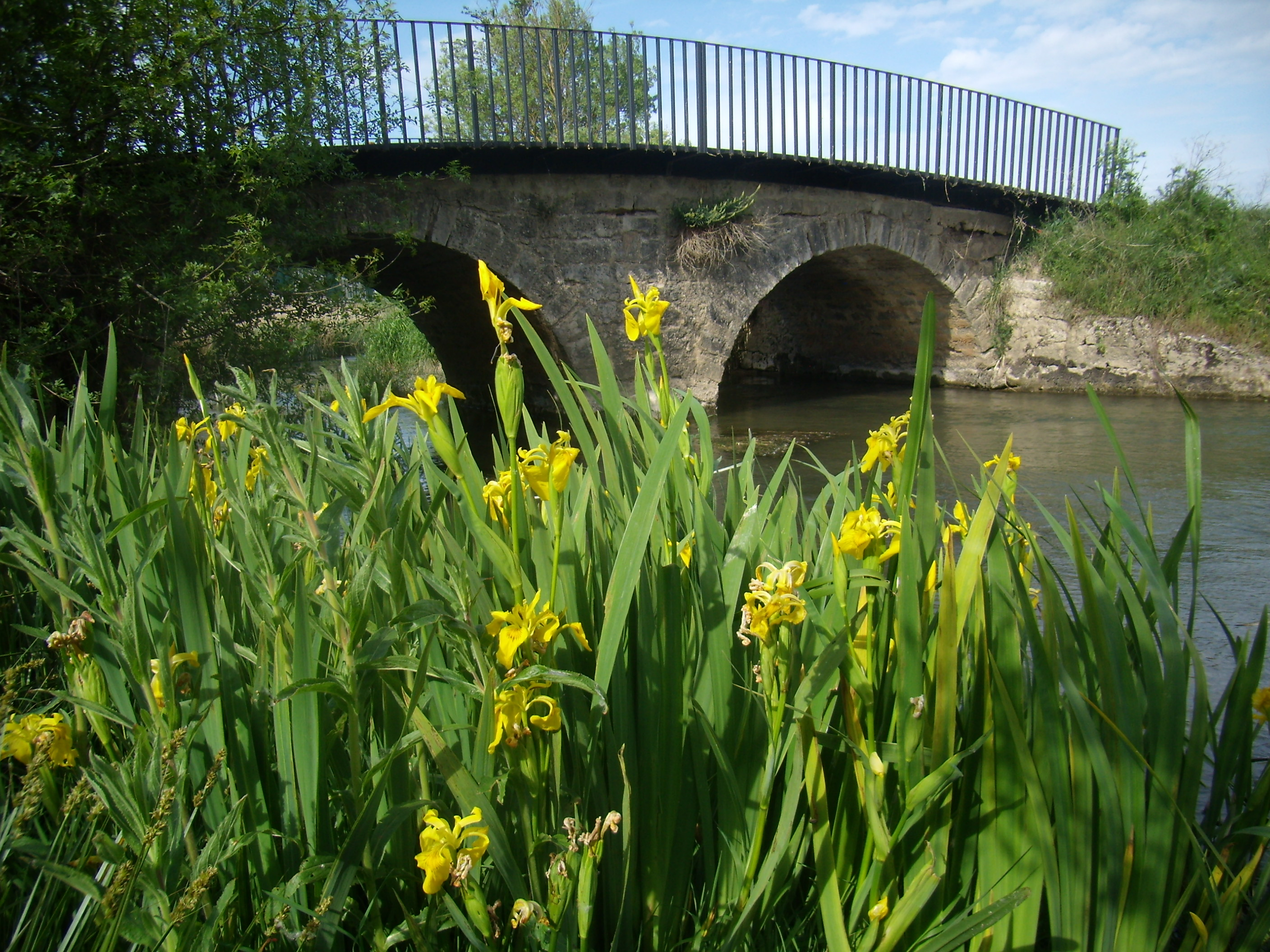
Puente de dos ojos de arco de medio punto sobre el río Úrbel

- Cotos de Huérmeces y de Villarmentero. Especies: trucha arcoíris, trucha común

- Huérmeces. Límites del coto: puente de Huérmeces hasta puente de Montorio

- Villarmentero. Límites del coto: del puente de Lodoso al puente de Rabé de las Calzadas

- Pesca Deportiva: el río Úrbel se encuentra, desde su nacimiento hasta el puente de la Nuez de Arriba (y todas las aguas que afluyen a ese tramo), incluido en un tramo de veda total. Desde este puente hasta el límite municipal con Montorio el río Úrbel se encuentra incluido en un tramo libre sin muerte para salmónidos.

- Cangrejo señal: veda indefinida. Hasta el año 1974, el Úrbel era uno de los ríos de la provincia de Burgos más poblado del cangrejo autóctono Austropotamobius pallipes, cuando una enfermedad importada (afanomicosis) acabó con todos ellos.

- Posteriormente se repobló con el denominado cangrejo señal, Pacifastacus leniusculus, con favorable evolución y similares comportamientos ecológicos.

El domingo 24 de junio de 2012 se abrió, como todos los años, la temporada de pesca del cangrejo señal (Pacifastacus leniusculus) en Castilla y León.
- Período hábil: del 24 de junio hasta el 30 de septiembre.

- Su pesca se permite sólo de día, desde una hora antes de la salida del sol hasta una hora después del ocaso.

- Desde el puente de Huérmeces hasta su desembocadura en el río Arlanzón.

## Afluentes
- Por la izquierda: el río Talamillo, que por sí solo, tiene una longitud de unos 13 km al nacer en la parte alta de Fuencaliente de Puerta; y que a su vez se nutre de varios arroyos, como Prado la Peña y arroyo San Martín de los Hogueros, ambos en Fuente Úrbel. Río San Antón, en Úrbel del Castillo. Arroyos río Salce, río Pequeño y arroyo Santa Cecilia, en Montorio. Fuente Blanca y Antearroyo, en Santibáñez Zarzaguda. Arroyo Las Rebolledas, que hace de raya entre Mansilla de Burgos y Lodoso. Arroyo Carromarmellar, procedente del valle de los Marmellares, que desemboca en Villarmentero. Y arroyos el Manzano y de Páramo, ambos desembocando en Tardajos.

- Por la derecha: arroyo del Embid en Santa Cruz del Tozo. Arroyo Pantaleón, procedente de San Pantaleón que desemboca en Huérmeces. Arroyo Valdeojos en Ros, que a su vez recibe el de Las Cruces (Ros), Monasteruelo (Ros) y el de Las Celadas que procede de Las Celadas. Arroyo de Santa Marina en Lodoso.[7] Arroyo de Fuente Albilla en Pedrosa de Río Úrbel. Arroyo del Vallejo, en Santa María Tajadura. Arroyo del Bernal y Mesegarres, en Las Quintanillas. Y arroyo del Prado Henar, en Rabé de las Calzadas.

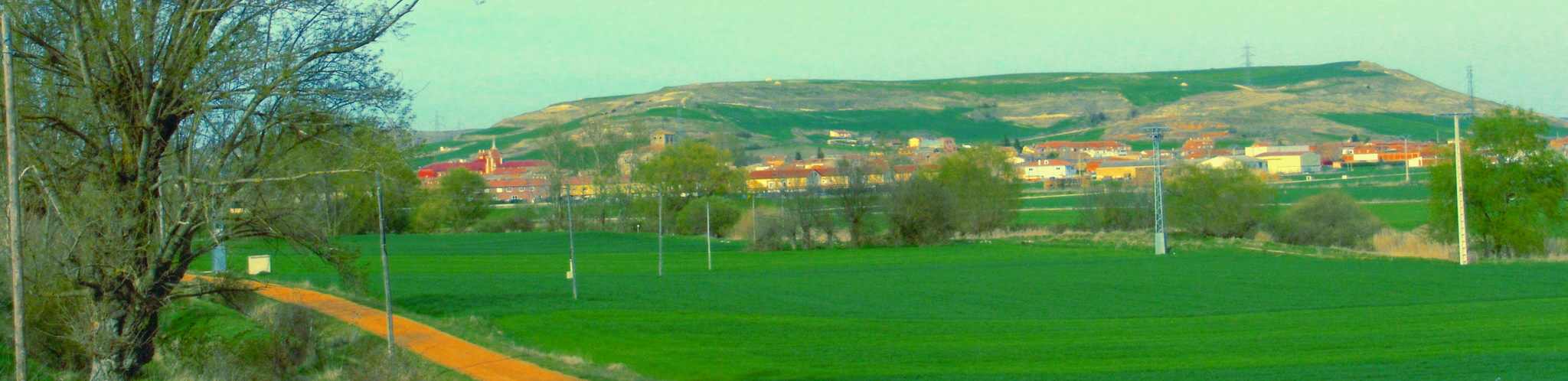
Vista de El Castro desde Rabé de las Calzadas

## Actividades Económicas

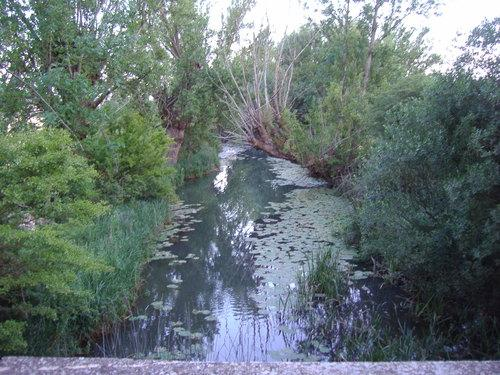
Aguas serenas

### Industria y pesca en el curso del Úrbel
- Nacimiento: Fuente Urbel km 0[8]

- Industria: molinos harineros y de aceite linaza, telares de lienzo, colchas y estopas, batanes y fáb. de tejas, ladrillos y cal.

- Pesca: anguilas, truchas, barbos, cachos, bogas, bermejas y cangrejos en abundancia.

- Desembocadura: Frandovínez km 55[9]

## Premio literario Úrbel
Lleva este nombre en homenaje al poeta Antolín Iglesias Páramo, quien nació en la comarca. Convocado y publicado por la Institución Fernán González, su objetivo es promover la creación literaria entre los escolares burgaleses.